# 3378 Susanvictoria
A 3378 Susanvictoria (ideiglenes jelöléssel A922 WB) a Naprendszer kisbolygóövében található aszteroida. George Van Biesbroeck fedezte fel 1922. november 25-én.